# Millettia hypolampra
Millettia hypolampra är en ärtväxtart som beskrevs av Hermann August Theodor Harms. Millettia hypolampra ingår i släktet Millettia och familjen ärtväxter. Inga underarter finns listade i Catalogue of Life.